# 区域和国别研究培育基地
教育部区域和国别研究培育基地项目是2011年11月，中华人民共和国教育部为促进教育对外开放、服务国家外交战略、推进区域和国别问题研究以及国际教育研究，提升高校与研究机构为国家决策提供咨询的能力，使之发展成为国家重要决策的“智囊团”和“思想库”，决定在部分高校和研究机构建设区域和国别研究培育基地。截至到2012年1月，此次获批立项建设的国家区域和国别研究培育基地共37个，其中区域研究基地23个，国别研究基地14个。

## 基地名单
以下是教育部区域和国别研究培育基地高校列表：
| 学校名称           | 基地名称       | 基地类型     | 所在城市 | 主管部门               | 所在省份       |
| ------------------ | -------------- | ------------ | -------- | ---------------------- | -------------- |
| 北京大学           | 非洲研究中心   | 区域研究基地 | 北京市   | 教育部                 | 北京市         |
| 北京大学           | 美国研究中心   | 国别研究基地 | 北京市   | 教育部                 | 北京市         |
| 北京大学           | 南亚研究中心   | 区域研究基地 | 北京市   | 教育部                 | 北京市         |
| 北京第二外国语学院 | 阿拉伯研究中心 | 区域研究基地 | 北京市   | 北京市人民政府         | 北京市         |
| 北京航空航天大学   | 法国研究中心   | 国别研究基地 | 北京市   | 工业和信息化部         | 北京市         |
| 北京师范大学       | 俄罗斯研究中心 | 国别研究基地 | 北京市   | 教育部                 | 北京市         |
| 北京外国语大学     | 加拿大研究中心 | 国别研究基地 | 北京市   | 教育部                 | 北京市         |
| 北京外国语大学     | 日本研究中心   | 国别研究基地 | 北京市   | 教育部                 | 北京市         |
| 北京外国语大学     | 英国研究中心   | 国别研究基地 | 北京市   | 教育部                 | 北京市         |
| 北京外国语大学     | 中东欧研究中心 | 区域研究基地 | 北京市   | 教育部                 | 北京市         |
| 北京语言大学       | 阿拉伯研究中心 | 区域研究基地 | 北京市   | 教育部                 | 北京市         |
| 中国人民大学       | 欧盟研究中心   | 区域研究基地 | 北京市   | 教育部                 | 北京市         |
| 南开大学           | 日本研究中心   | 国别研究基地 | 天津市   | 教育部                 | 天津市         |
| 天津外国语大学     | 拉美研究中心   | 区域研究基地 | 天津市   | 天津市人民政府         | 天津市         |
| 上海师范大学       | 非洲研究中心   | 区域研究基地 | 上海市   | 上海市人民政府         | 上海市         |
| 上海外国语大学     | 俄罗斯研究中心 | 国别研究基地 | 上海市   | 教育部                 | 上海市         |
| 上海外国语大学     | 欧盟研究中心   | 区域研究基地 | 上海市   | 教育部                 | 上海市         |
| 上海外国语大学     | 英国研究中心   | 国别研究基地 | 上海市   | 教育部                 | 上海市         |
| 同济大学           | 德国研究中心   | 国别研究基地 | 上海市   | 教育部                 | 上海市         |
| 浙江师范大学       | 非洲研究中心   | 区域研究基地 | 金华市   | 浙江省人民政府         | 浙江省         |
| 厦门大学           | 东盟研究中心   | 区域研究基地 | 厦门市   | 教育部                 | 福建省         |
| 武汉大学           | 法国研究中心   | 国别研究基地 | 武汉市   | 教育部                 | 湖北省         |
| 广东外语外贸大学   | 加拿大研究中心 | 国别研究基地 | 广州市   | 广东省人民政府         | 广东省         |
| 中山大学           | 大洋洲研究中心 | 区域研究基地 | 广州市   | 教育部                 | 广东省         |
| 中山大学           | 港澳台研究中心 | 区域研究基地 | 广州市   | 教育部                 | 广东省         |
| 四川大学           | 美国研究中心   | 国别研究基地 | 成都市   | 教育部                 | 四川省         |
| 四川大学           | 南亚研究中心   | 区域研究基地 | 成都市   | 教育部                 | 四川省         |
| 四川大学           | 欧盟研究中心   | 区域研究基地 | 成都市   | 教育部                 | 四川省         |
| 西南科技大学       | 拉美研究中心   | 区域研究基地 | 绵阳市   | 四川省人民政府         | 四川省         |
| 兰州大学           | 中亚研究中心   | 区域研究基地 | 兰州市   | 教育部                 | 甘肃省         |
| 宁夏大学           | 阿拉伯研究中心 | 区域研究基地 | 银川市   | 宁夏回族自治区人民政府 | 宁夏回族自治区 |
| 贵州大学           | 东盟研究中心   | 区域研究基地 | 贵阳市   | 贵州省人民政府         | 贵州省         |
| 广西民族大学       | 东盟研究中心   | 区域研究基地 | 南宁市   | 广西壮族自治区人民政府 | 广西壮族自治区 |